# Georg Fahrbach

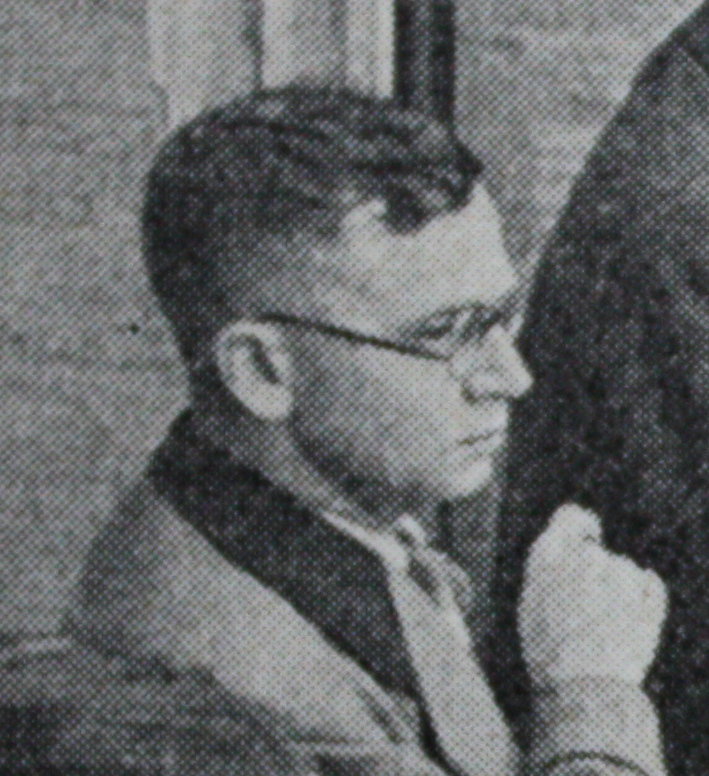
Georg Fahrbach (1938)

Georg Fahrbach (* 6. April 1903 in Criesbach; † 12. Februar 1976 in Stuttgart) war ein deutscher Verwaltungsbeamter und Bankier aus Württemberg und hatte jahrzehntelang eine bedeutende Stellung in der deutschen, später auch europäischen Wander- und Naturschutzbewegung. Dem Schwäbischen Albverein gehörte er von 1923 bis zu seinem Tod mehr als fünf Jahrzehnte an. Zur Zeit des Nationalsozialismus war Fahrbach, der 1933 der NSDAP beigetreten war, als Mitglied des Albvereins-Hauptvorstands und ab 1939 als Vereinsvorsitzender ein prominenter Vertreter des Naturschutz im Nationalsozialismus. Nach seiner Einstufung als Mitläufer im Entnazifizierungsverfahren 1948 war Fahrbach von 1949 bis 1973 erneut Vorsitzender des Schwäbischen Albvereins. Seine umfangreichen Aktivitäten und Veröffentlichungen zum Wandern und zum Naturschutz in diesen Jahrzehnten brachten Fahrbach zahlreiche hohe Ehrungen ein und machten ihn als Wanderer und Naturschützer weit über Württemberg hinaus bekannt.

## Leben

### Herkunft und Ausbildung
Georg Fahrbach wurde am 6. April 1903 als siebtes und letztes Kind des Weingärtners Christian Fahrbach und seiner Frau Katharina geb. Most im hohenlohischen Criesbach am Kocher geboren. Als er vier Jahre alt war, starb sein Vater. Da Fahrbachs körperliche Konstitution für nicht robust genug gehalten wurde, den Weingärtnerberuf zu ergreifen, wurde er nach dem Besuch der Volksschule im benachbarten Ingelfingen auf die Ingelfinger Lateinschule geschickt. 1918 besuchte er das Realgymnasium in Heilbronn. Er wollte ursprünglich Lehrer oder Pfarrer werden und war ein guter Schüler, verließ das Realgymnasium aber dennoch nach nur einem Jahr mit der Mittleren Reife, um in der unsicheren Zeit nach dem Ende des Ersten Weltkriegs einen „etwas realeren Beruf zu ergreifen.“ Statt des beabsichtigten Studiums der Landwirtschaft kam er durch einen Zufall zur Verwaltungslaufbahn des gehobenen Dienstes. 1919 trat er als Lehrling auf dem Rathaus von Niedernhall ein. Dort, im Rathaus von Unterrot und bei der Verwaltung des Oberamts Hall in Schwäbisch Hall bereitete er sich auf die eigentliche Ausbildung an der Höheren Verwaltungsschule in Stuttgart vor, die er 1924/1925 absolvierte und mit der württembergischen Staatsprüfung abschloss.

### Weiterer beruflicher Werdegang
Von Juni bis Dezember 1925 war Fahrbach Stadtschultheißen-Amtsverweser in Niedernhall. Nach kurzem Dienst beim Oberamt Waiblingen wurde er 1926 vom württembergischen Innenministerium zur Abwicklung von Reichskrediten für die Landwirtschaft ein halbes Jahr zur Württembergischen Hypothekenbank abgestellt. Die Bank war von seinen Fähigkeiten angetan und wollte ihn bei sich behalten. Ein Angebot, in den konsularischen Dienst des Auswärtigen Amtes zu treten, schlug er aus und trat stattdessen ganz in die Dienste der Bank, bei der er bis zum Ruhestand blieb. Ende 1931, im Alter von 28 Jahren, erhielt er Prokura, 1934 wurde er stellvertretendes, 1938 ordentliches Mitglied des Vorstands. Am 27. April 1939 heiratete er seine Frau Elisabeth, mit der er in der Folge vier Kinder hatte.

### Regelmäßiges Wandern und erste Jahre im Albverein
Fahrbach ging seit seiner Jugendzeit 1919 jahrzehntelang regelmäßig wandern. Auch der Naturschutz war Fahrbach schon früh ein Anliegen, und er setzte sich zeit seines Lebens für ihn ein.
Den Schwäbischen Albverein lernte er erstmals während seiner Ingelfinger Schulzeit kennen, als ihm ein Lehrer das Albvereinsblatt vermittelte. Seine Verwaltungsausbildung fiel in die Zeit der Bündischen Jugend, der er nicht angehörte, deren Freude am Wandern er aber teilte. Während seiner Zeit in Unterrot 1923 trat Fahrbach dem Schwäbischen Albverein bei. Im Mai 1923 begegnete er bei einem Wandertreffen dem damaligen Vereinsvorsitzenden Eugen Nägele sowie Wilhelm Mattes, dem Obmann des Öhringer Albvereinsgaus, mit denen er Freundschaft schloss.
Nach Ende seiner Ausbildung schloss Fahrbach sich der Stuttgarter Ortsgruppe des Albvereins an. Im Frühjahr 1928 gründete er zusammen mit anderen Jungmitgliedern den Stuttgarter Jung-Albverein, dessen Leitung er übernahm. Nach anfänglichen Differenzen mit der Ortsgruppe wurde der Jung-Albverein bald akzeptiert. Fahrbach wurde 1931 in den Hauptausschuss des Albvereins berufen.

### Zeit des Nationalsozialismus
Nach der Machtübernahme der Nationalsozialisten trat Fahrbach zum 1. Mai 1933 der NSDAP bei (Mitgliedsnummer 3.232.661). Im Herbst 1933 wurde er Mitglied des Albvereins-Hauptvorstands. Der dem Reichsverband Deutscher Gebirgs- und Wandervereine (später Teil des Nationalsozialistischen Reichsbunds für Leibesübungen) angehörende Albverein wurde in dieser Zeit wie alle Vereine dieses Verbandes gleichgeschaltet. Nach der aufgrund einer Verfügung des Reichsverbands („Nichtarier und Marxisten können kein Vorstandsamt bekleiden und müssen aus den Vereinen und Ortsgruppen des Reichsverbandes ausscheiden“) geänderten Vereinssatzung von 1933 wurden zu den Ämtern des Vereins „Mitglieder deutscher Abstammung“ berufen, die „keine Marxisten“ waren. Nach einer weiteren Änderung der Albvereinssatzung im Juni 1939 wurden als Vereinsziele nun ausdrücklich genannt: „die leibliche und geistige Erziehung seiner Mitglieder im Geiste nationalsozialistischer Weltanschauung durch planmäßige Pflege des Wanderns, des Natur- und Heimatschutzes, des Volkstums und aller damit zusammenhängender Bestrebungen“.

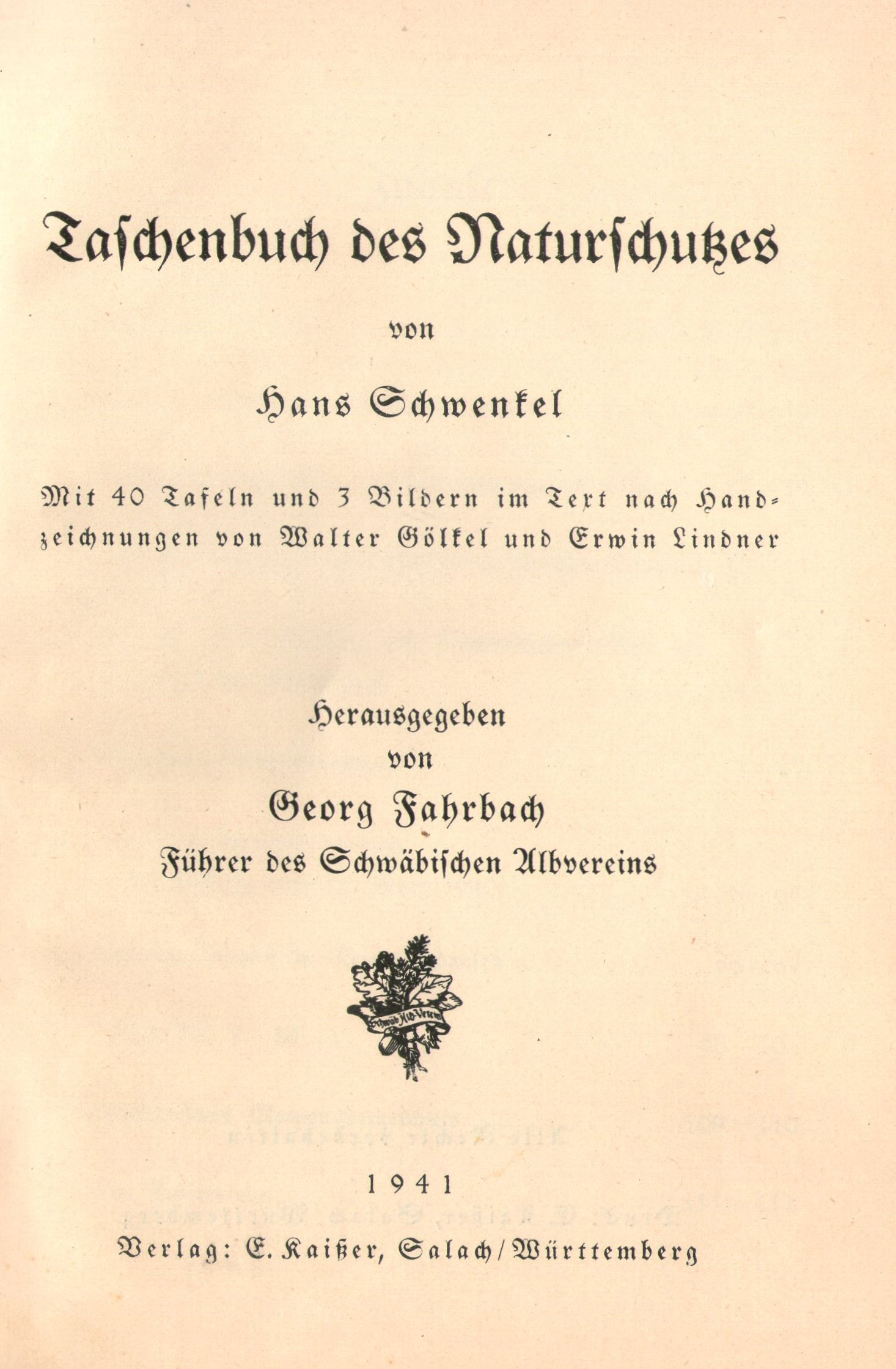
Georg Fahrbach als „Führer des Schwäbischen Albvereins“ auf dem Titelblatt des Taschenbuchs des Naturschutzes von Hans Schwenkel (1941)

Am 11./12. März 1939 wählte die Vereins-Hauptversammlung Fahrbach in Backnang einstimmig zum Ersten Vorsitzenden („Führer“) des Schwäbischen Albvereins. Als Vorsitzender des Schwäbischen Albvereins bis 1945 bediente sich Fahrbach einerseits der Sprache der Nationalsozialisten, gedachte bei einer „Heldengedenkfeier“ Hitlers und der Toten der (nationalsozialistischen) „Bewegung“, bezeichnete sich als „Führer“ des Albvereins, berief NS-Funktionäre wie den Stuttgarter Kreisleiter Wilhelm Fischer in Gremien des Albvereins und schickte Hitler am 20. April 1939 ein Glückwunschtelegramm zum 50. Geburtstag. Andererseits ermöglichte Fahrbach es einem kleinen, politisch links orientierten Wanderverein mit Mitgliedern, die SPD und KPD angehört hatten, sich unter das Dach des Albvereins zu begeben, so der Gleichschaltung zu entgehen und „dank Fahrbach“ sein Eigenleben weiterführen zu können. Plänen des Nationalsozialistischen Kraftfahrkorps (NSKK) zum Ausbau der Solitude-Rennstrecke trat er in der Presse und durch Rundschreiben entgegen.
Mit Vertretern der völkisch-antisemitisch geprägten Naturschutz-Ideologie der Nationalsozialisten im Albverein, wie Hans Schwenkel und Ludwig Finckh, arbeitete Fahrbach eng zusammen; nach seiner Wahl zum Vereinsführer 1939 berief er beide in den Hauptausschuss des Vereins. Als jahrzehntelanger Freund Finckhs und als Vorsitzender des Ludwig-Finckh-Freundeskreises e. V. versprach Fahrbach, über Finckhs Tod hinaus dessen „Erbe“ zu „wahren“.

1940 gründete der Albverein unter Fahrbachs Vorsitz aus den Reihen des Albvereins einen „Naturschutzdienst“ (NDAV), der zur Durchsetzung des Reichsnaturschutzgesetzes (RNG) von 1935 als „Streifendienst“ im neu eingeführten „Albvereinsrock“ durch Wald und Flur patrouillieren und Verstöße an die staatlichen Naturschutzbehörden melden sollte. Im Geleitwort des Taschenbuchs des Naturschutzes schrieb er 1941: 

„Vorträge, Aufsätze und Ermahnungen allein tun es nicht. Die Natur und Landschaft [...] müssen überwacht werden. Die Spaziergänger und die „Auchwanderer“ müssen wissen, daß jeden Augenblick ein Mann mit einem „Naturschutzdienst“-Abzeichen und einem Ausweis in der Tasche hervortreten und sie, wenn nötig, zur Anzeige bringen kann. Solange der Naturschutz noch nicht Sache der Allgemeinheit ist, muß ein unaufhörliches Belehren, Ermahnen und Verwarnen jeden Volksgenossen erfassen, ja muss sogar die Angst den Wald schützen. [...] Unser Ziel muß sein: Jeder Wanderer sei ein Naturschützer! Jeder Wanderer sei ein Vorbild für die anderen! Das ist die beste Werbung für den Gedanken des Naturschutzes.“

Zu Beginn des Jahres 1941 wurde Fahrbach in die Wehrmacht eingezogen und kam zur Ausbildung in das Infanterie-Ersatz-Bataillon 460 nach Karlsruhe. Als Kriegs-, ab 1944 Oberkriegsverwaltungsrat war er anschließend in leitenden Stellungen der Militärverwaltung im besetzten Frankreich und im besetzten Italien tätig. In Südtirol geriet er kurz vor Kriegsende in amerikanische Kriegsgefangenschaft, aus der er Ende 1945 zurückkehrte.

### Entnazifizierung
Die amerikanische Militärregierung suspendierte Fahrbach am 15. Mai 1945 aufgrund einer allgemeinen Anordnung von seinem Amt als Bankdirektor. Sein Entnazifizierungsverfahren begann am 19. April 1946 mit dem Ausfüllen des obligatorischen Fragebogens samt selbstverfasstem „Politischen Lebenslauf“. In diesem ordnete sich Fahrbach politisch als nationalliberal ein. Bis 1933 habe er keiner Partei angehört.
Seinen Eintritt in die NSDAP – Fahrbach war am 1. Mai 1933 der NSDAP beigetreten und später weiteren NS-Organisationen wie Deutsche Arbeitsfront (DAF, ab 1933), Nationalsozialistische Volkswohlfahrt (NSV, ab 1934) und Kraft durch Freude (KdF, ab 1934) – begründete er mit kritischen Äußerungen zur NSDAP vor 1933, aufgrund derer er persönliche Nachteile fürchtete, sodass er in die Partei eintrat. Seine Hoffnung, die „Schärfe des Parteiprogramms“ durch den Beitritt gemäßigterer Kreise mildern zu können, habe sich nicht erfüllt. Seinen Parteibeitritt beurteile er als Irrtum, den er aber nicht mehr habe berichtigen können, weil ihn ein Parteiaustritt seine Existenz gekostet hätte. Er sei nie ein richtiger Parteigänger gewesen, habe immer seine eigene Meinung vertreten und habe durch seine Opposition zu den NSKK-Plänen bezüglich des Rennstrecken-Ausbaus an der Solitude sogar „aktiven Widerstand“ geleistet, ebenso durch seinen Widerspruch zur 1940 verlangten Übernahme der Mustersatzung des Nationalsozialistischen Reichsbunds für Leibesübungen (NSRL) für den Albverein, der zur Einleitung eines Parteigerichtsverfahrens geführt habe. Fahrbach stufte sich selbst in die Kategorie V der Entlasteten ein. Am 17. Juni 1946 beantragte er beim zuständigen Befreiungsminister Gottlob Kamm ein Eilverfahren, weil die Württembergische Hypothekenbank seit Mai 1945 über kein handlungsfähiges Vorstandsmitglied mehr verfüge. Dem Antrag fügte er 21 Entlastungsschreiben an, unter anderem von nicht NS-belasteten Naturschützern wie Wilhelm Münker und Josef Busey.
Der öffentliche Kläger hielt Anfang Dezember 1946 dagegen, Fahrbach müsse belegen, dass er seinen raschen beruflichen Aufstieg nicht der NSDAP zu verdanken gehabt habe. Die Württembergische Hypothekenbank habe zudem der NSDAP nach 1941 Zuwendungen bis zu 30.000 Reichsmark gegeben. Durch Berufung von NS-Funktionären in die Albvereinsgremien habe er die Gleichschaltung des Albvereins bewirkt. Seine Beförderung zum Kriegsverwaltungsrat verdanke Fahrbach offensichtlich seinem Freund Karl Waldmann, der damals „Chef der Zivilverwaltung in Frankreich“ gewesen sei. Fahrbach antwortete am 10. Januar 1947 über seinen Anwalt. Seine Karriereschritte stünden wie mehrfach bestätigt in keinem Zusammenhang mit der Parteimitgliedschaft, und bei den Bilanzsitzungen der Bank, an denen er teilgenommen habe, seien Einzelpositionen wie die Parteispenden nicht debattiert worden. Der öffentliche Kläger beantragte dennoch am 27. Januar 1947, Fahrbach in die Gruppe II (Belastete) einzustufen. Er sei als „Aktivist“ einzustufen, da er politischer Leiter der NSDAP gewesen sei und weil seine Bank die NSDAP maßgeblich finanziell unterstützt habe. Nach einer Änderung der Rechtslage (Weisungen zu einer einheitlichen Auslegung des Befreiungsgesetzes) und einem weiteren Erwiderungsschreiben von Fahrbachs Anwalt änderte der öffentliche Kläger in der Verhandlung am 19. Mai 1947 seinen Antrag auf die Einstufung Fahrbachs in die Kategorie IV (Mitläufer). Die Stuttgarter Spruchkammer 11 reihte Fahrbach als Mitläufer ein, erlegte ihm zwei Jahre Bewährungsfrist, eine Geldsühne in Höhe von 10.000 Reichsmark und drei Monate Sonderarbeiten auf. Zur Begründung führte sie aus, Fahrbachs Parteibeitritt habe nicht unter Zwang geschehen können, er habe in der Partei Funktionen übernommen und sich als jederzeit gefügiges Werkzeug des Nationalsozialismus gezeigt.
Auf Fahrbachs Einspruch hin bestätigte eine Berufungskammer am 27. April 1948 zwar die Einstufung als Mitläufer, reduzierte aber die Sühneleistung auf 2.000 Reichsmark und ordnete keine Bewährungsauflagen und Sonderarbeiten mehr an. Sie sah bei Fahrbach nur eine formale, nicht aber eine individuelle Belastung (nach Artikel 12.1 des Befreiungsgesetzes) als gegeben an.
Der Historiker Hans-Werner Frohn, der die Entnazifizierungsverfahren Fahrbachs und anderer führender Naturschützer zur NS-Zeit untersucht hat, bezeichnet Fahrbach als „Opportunisten“, der verglichen mit anderen untersuchten Fällen „gerade im Kontext Rassismus und Antisemitismus kaum belastet erscheint“. Die „unbestreitbare berufliche Anpassung Fahrbachs“ stehe „im Widerspruch zu seinen Bemühungen [...], dass sein Steckenpferd, der ›Schwäbische Albverein‹, das Wandern und der Naturschutz, nicht gleichgeschaltet würde.“ Anders als bei anderen führenden Naturschützern werde „bei Fahrbach nicht erkennbar, dass er das Wandern und den Naturschutz absolut setzte und andere politische Systeme nur unter dem Kriterium der Nützlichkeit für naturschützerische Belange beurteilte.“

### Bankvorstand nach 1945
Nach Abschluss der Entnazifizierung kehrte Fahrbach zur Hypothekenbank zurück und widmete sich dem Wiederaufbau des Bankgeschäfts. Die Württembergische Hypothekenbank rückte in die Spitzengruppe der deutschen Hypothekenbanken auf. Die Bank konnte ihre Bilanzsumme von 21 Millionen DM im Jahre 1949 über 1,4 Milliarden DM im Jahre 1963 auf rund 3,2 Milliarden DM Ende 1972 steigern. 1966 wurde Fahrbach zum Vorstandsvorsitzenden der Württembergischen Hypothekenbank bestellt und blieb dies bis zu seinem Ruhestand, mit dessen Beginn im Mai 1974 er in den Aufsichtsrat des Instituts wechselte. Neben seiner Vorstandstätigkeit gehörte Fahrbach einer Vielzahl von Bei- und Aufsichtsräten sowie Ausschüssen als Mitglied oder Vorsitzender an, über 20 Jahre lang war er Vizepräsident der Wertpapierbörse Baden-Württemberg.

### Wandern und Naturschutz nach 1945

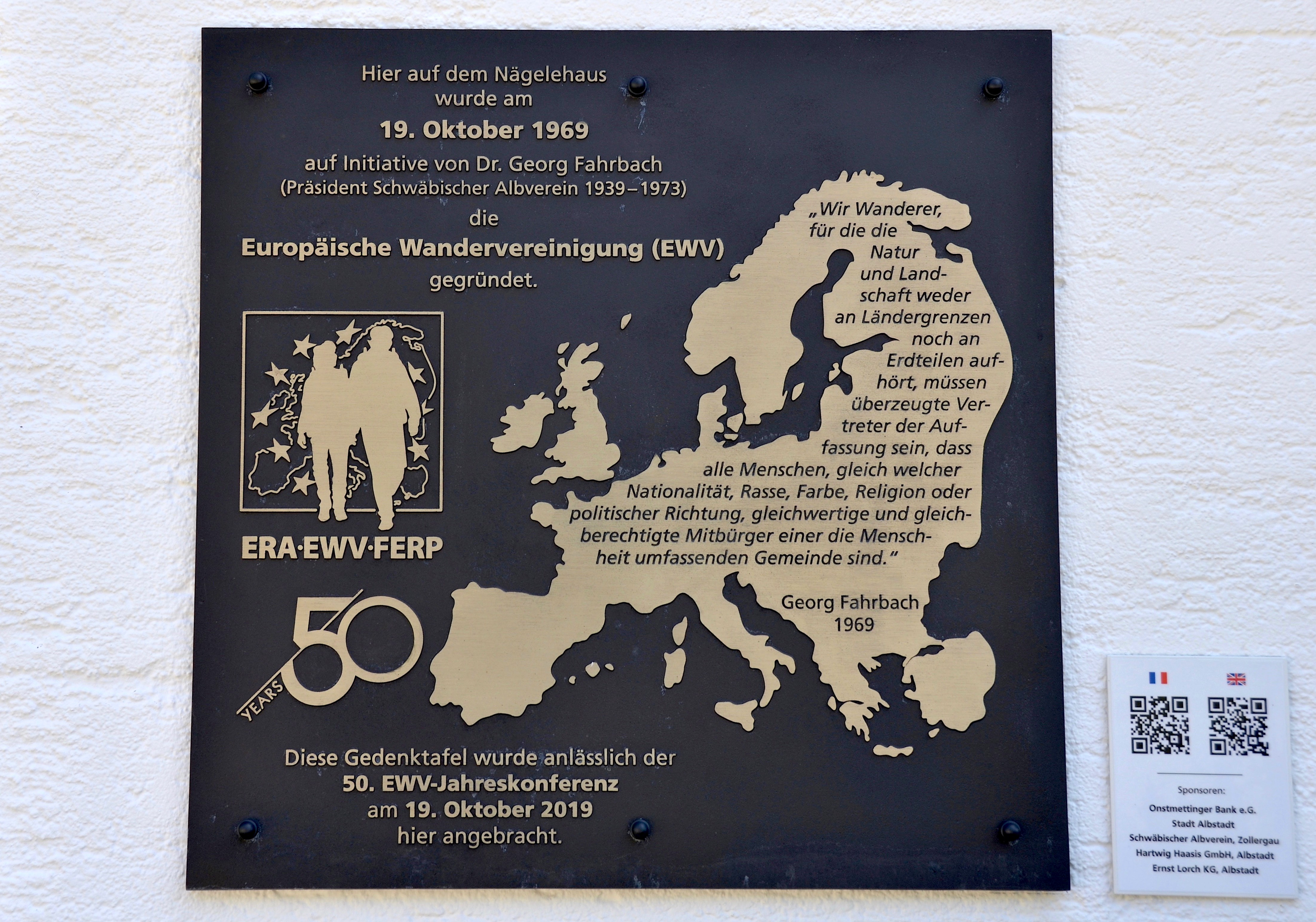
Gedenktafel zur Gründung der EWV

Von 1949 bis 1973 war Fahrbach als Nachfolger von Peter Goessler (Vorsitzender 1945–1949) erneut Vereinsvorsitzender. Nach dem Zweiten Weltkrieg erlebte der Schwäbische Albverein einen großen Aufschwung, die Mitgliederzahl stieg auf mehr als das Doppelte. Viele neue Wanderheime, Schutzhütten und Aussichtstürme wurden gebaut; nicht wenige davon gingen auf Fahrbachs Initiative zurück. Von 1950 bis 1975 war Fahrbach Vorsitzender des Verbands Deutscher Gebirgs- und Wandervereine. Die Planung und Durchführung der jährlichen Deutschen Wandertage, mehrtägiger Großveranstaltungen, lag wesentlich in seiner Hand. 1951 war er Mitgründer der Arbeitsgemeinschaft Deutscher Heimat-, Wander- und Naturschutzbünde. 1952 wurde auf seine Anregung die Deutsche Wanderjugend gegründet und 1969 die Europäische Wandervereinigung, deren Präsident er von ihrer Gründung bis zu seinem Tod 1976 war.
Auch in der Jugendherbergsbewegung war er aktiv. In Jugendherbergen sah er nicht länger nur Unterkünfte, sondern „Gemeinschaftsstätten“, wo man Gleichgesinnten begegnen könne. Über den seiner Ansicht nach gesundheitsfördernden und, in Bezug auf jugendliche Delinquenz, präventiven Charakter der Jugendherbergen führte Fahrbach 1958 aus: „Es ist richtiger und auch billiger, jetzt am rechten Ort Jugendherbergen zu bauen, als später überall Krankenhäuser! Und ich füge hinzu: Es ist besser, der heranwachsenden Jugend in sauberen Herbergen den rechten Sinn für das Leben zu vermitteln, als sie später in Gefängnissen und Zuchthäusern über ein verfehltes Leben nachdenken zu lassen.“ Am Wiederaufbau des Deutschen Jugendherbergswerks nach dem Krieg war er wesentlich beteiligt. Er leitete einige Jahre den Landesverband Schwaben, war 1949 bis 1953 Mitglied im Hauptvorstand des DJH und von 1953 bis 1961 dessen Erster Vorsitzender.

Vor dem Hintergrund fortschreitender Technologisierung und Industrialisierung im Wirtschaftswunder-Deutschland betonte Fahrbach die Bedeutung des Naturschutzes für den Menschen. So formulierte er im Jahr 1958:

„Der Unverstand mancher Zeitgenossen darf uns nicht in unserer Überzeugung beirren, daß das Leben auf dieser Erde nicht mehr lebenswert ist, wenn wir nur noch zwischen Beton und in Ruß, Rauch und Lärm leben. Der Mensch lebt nicht vom Brot allein; er braucht für seinen inneren und äußeren Menschen die Verbindung mit der Natur, und er braucht immer wieder Stunden der Besinnung und des Gelöstseins, wenn ihm seine Seele nicht sterben soll! Wichtiger als aller Fortschritt der Technik, auch wichtiger als das so viel bestaunte Wirtschaftswunder ist die Seele des Menschen, die erst den Menschen macht und ihn von allen anderen Lebewesen unterscheidet. Die Seele aber stirbt, und der Mensch wird zum Roboter, wenn er die Verbindung mit der Natur verliert.“

In einem Zeitungsartikel aus dem Jahr 1970 wurde Fahrbach mit den Worten wiedergegeben, gegen die Autobahnen, so wie bis jetzt gebaut worden seien, könne man insgesamt nicht allzu viel einwenden. Mit den (damals diskutierten) neuen Bauvorhaben (die u. a. einen zweiten Albaufstieg umfassten) kämen aber erhebliche neue Sorgen. Manche Techniker und Straßenbauer hätten nicht das rechte Gefühl und das nötige Verständnis für die Natur. Glücklicherweise gebe es auch andere. „Aber Menschen, die meinen, man könne mit dem Zeichenstift und mit dem Lineal die Welt gestalten, sollte man nicht auf die Natur loslassen.“
Fahrbach war Mitbegründer und langjähriges Präsidialmitglied des 1950 gegründeten Deutschen Naturschutzrings. Auf seine Initiative hin forderten die deutschen Wandervereine seit dem Deutschen Wandertag 1953 immer wieder regelmäßige Schulwanderungen, mehr Biologie-, Geographie- und Geologieunterricht in den Schulen, den weiteren Ausbau von Natur-, Landschaft- und Heimatschutz, die Bekämpfung allen vermeidbaren Lärms, das Verbot von Motorsportveranstaltungen auf allen Feld-, Wald- und Wanderwegen, die Schaffung weiterer Fußgängerwege abseits der Kraftfahrstraßen und vieles mehr. Im Laufe der Jahrzehnte veröffentlichte Fahrbach hunderte von Aufsätzen in Zeitungen und Zeitschriften, mobilisierte die Öffentlichkeit bei drohenden Verstößen gegen den Naturschutz und stritt für seine Ziele. Für Dutzende von Büchern schrieb er Geleitworte, förderte sie oder fungierte als Herausgeber.

### Tod
Georg Fahrbach starb am 12. Februar 1976 in Stuttgart. Er wurde am 16. Februar auf dem Waldfriedhof Stuttgart beigesetzt. Eine Trauerfeier, bei der neben anderen Persönlichkeiten Albvereinspräsident Helmut Schönnamsgruber und Kultusminister Wilhelm Hahn Trauerreden hielten, fand am 24. Februar in der Stuttgarter Liederhalle statt.

## Ehrungen

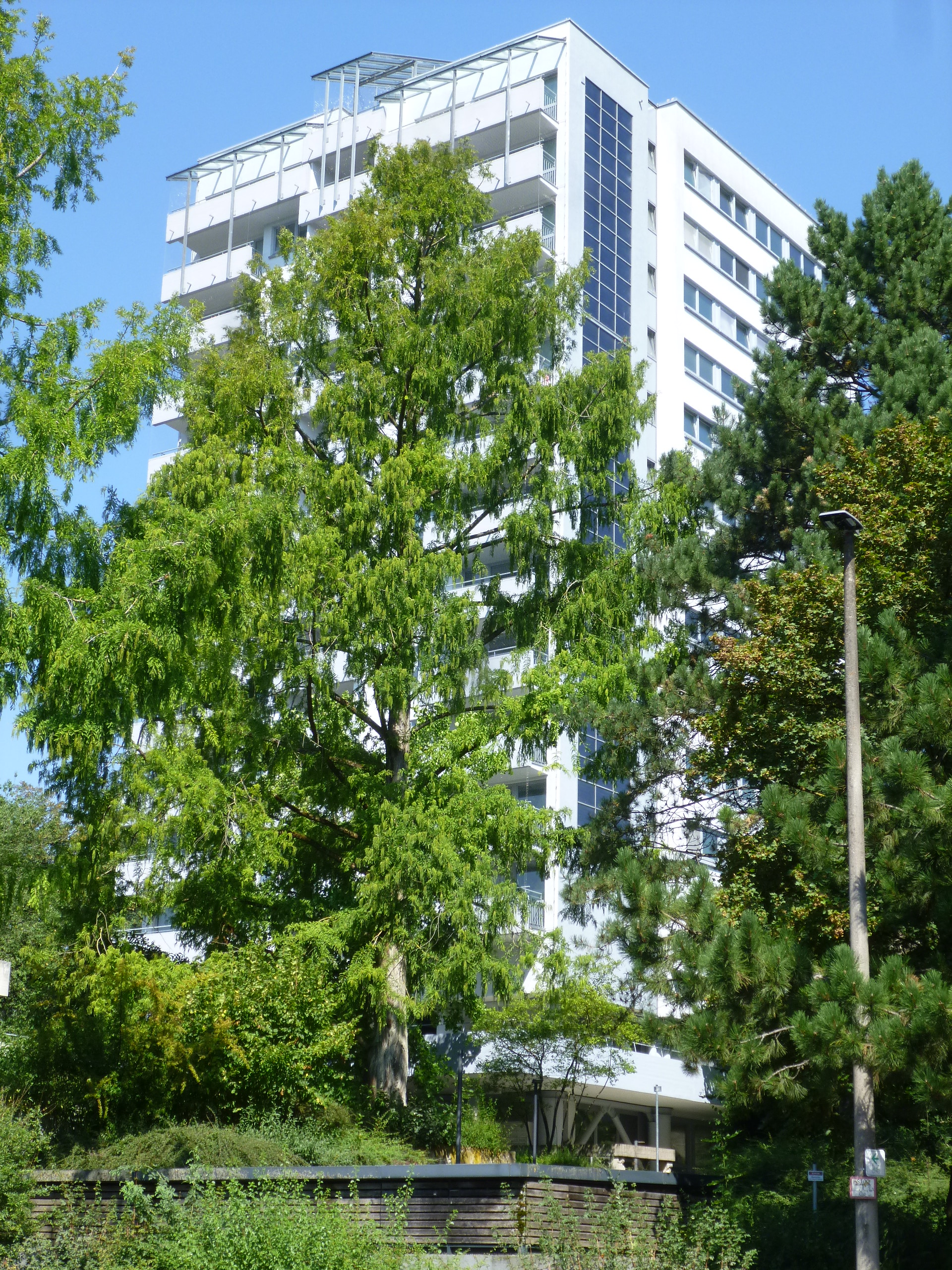
Georg-Fahrbach-Haus in Tübingen

Bereits zu Lebzeiten erhielt Fahrbach zahlreiche Ehrungen. Im Juni 1959 ernannte ihn die Universität Tübingen zum Ehrensenator und verlieh ihm zudem 1970 die Ehrendoktorwürde der Naturwissenschaften. Auch die Universität Hohenheim ernannte ihn zum Ehrensenator. Den Verdienstorden der Bundesrepublik Deutschland erhielt er zweimal: 1959 verlieh ihm Bundespräsident Theodor Heuss das Große Verdienstkreuz, und am 28. März 1973 erhielt er von Bundespräsident Gustav Heinemann das Große Verdienstkreuz mit Stern. Das Land Baden-Württemberg ehrte ihn 1963 mit seiner Verfassungsmedaille in Gold. Anlässlich seines 60. Geburtstages 1963 erlangte er die Ehrenbürgerwürde seiner Heimatgemeinde Criesbach. In Criesbach sind zudem die Hauptstraße, die Georg-Fahrbach-Schule und die Georg-Fahrbach-Eiche auf dem Criesbacher Sattel nach ihm benannt.
Am 17. April 2011 wurde in der Criesbacher Kelter eine Dauerausstellung mit zahlreichen Exponaten aus Fahrbachs Leben eröffnet.
Die 1973 errichtete, ihm zu Ehren benannte Dr. Georg Fahrbach-Stiftung fördert Maßnahmen, die unter den Begriffen Natur, Heimat und Wandern zusammengefasst werden können, und trägt damit die Lebensaufgabe des Namensgebers weiter. Sie unterstützt die Idee des Wanderns, unter anderem durch die Schaffung europäischer Fernwanderwege, sowie das Verständnis für den Naturschutz, die Landschaftspflege und den Umweltschutz.
Nach seinem Tod wurde Fahrbach zu Ehren ein Wanderweg des Schwäbischen Albvereins angelegt. Der 1977 eröffnete Georg-Fahrbach-Weg führt in Anlehnung an seinen Lebensweg von seinem Geburtsort Criesbach im Hohenlohischen bis nach Stuttgart-Uhlbach. Außerdem verleiht der Schwäbische Albverein seit 2006 die Georg-Fahrbach-Medaille. Erster Träger dieser Auszeichnung war Fahrbachs Amtsnachfolger Peter Stoll.
Ein Studentenwohnheim in Tübingen heißt Georg-Fahrbach-Haus.

## Schriften (Auswahl)
- (Hrsg.): Das neue Albvereins-Liederbuch, Verlag Schwäbischer Albverein, Stuttgart 1939.
- Georg Fahrbach (Hrsg., Geleitwort und Co-Autor) / Hans Schwenkel: Taschenbuch des Naturschutzes. E. Kaißer, Salach 1941, hier: Georg Fahrbach: Aufgaben und Aufbau des Naturschutzdienstes des Schwäbischen Albvereins; 2., bearbeitete Auflage 1950.
- (Hrsg. und Geleitwort): Der Uhlberg. Eine Schrift für den Wanderer und Heimatfreund. Verlag Schwäbischer Albverein, Stuttgart 1941.
- (Geleitwort): Erwanderte Heimat, hrsg. vom Schwäbischen Albverein, bearbeitet von Georg Wagner. Verlag Schwäbischer Albverein, Stuttgart 1942.
- Die Teck. Verlag Schwäbischer Albverein, Stuttgart 1955.
- Natur, Heimat und Wandern. Verse und Sprüche. Verlag Schwäbischer Albverein, Stuttgart 1956.
- (Hrsg.): Naturschutz – eine politische Aufgabe? Fink Verlag, Stuttgart 1965.
- (Hrsg.): Stuttgarter Wanderbuch. Fink Verlag, Stuttgart 1965.
- (Hrsg.): Bodensee-Rundwanderweg. Fink Verlag, Stuttgart 1971.
- (Hrsg. u. Vorwort): Ludwig Finckh zum 100. Geburtstag am 21.3.1976. Hrsg. vom Ludwig-Finckh-Freundeskreis e. V. Gerhard Hess Verlag, Ulm 1976.